# 船橋記念
船橋記念（ふなばしきねん）は、千葉県競馬組合が船橋競馬場ダート1000mで施行する地方競馬（南関東公営競馬）の重賞競走（SIII）である。競走名は、1950年8月に船橋競馬場が新設されたことに由来する。正式名称は「サンケイスポーツ盃 船橋記念」。
副賞は、船橋市長賞、サンケイスポーツ賞、関東地方公営競馬協議会会長賞、千葉県馬主会会長賞、また船橋生産牧場賞がある（2024年）。

## 概要
1956年に南関東所属馬・アングロアラブ系旧4歳以上距離ダート1800mのハンデ重賞として創設。1983年のみ馬場改修のため2000メートルに距離変更。1997年をもって南関東公営競馬のアングロアラブ系競走が全廃されたため、同年のみサラブレッド系との混合戦（当時は「オールカマー」と表記されていた）として施行され、南関東G3に格付された。翌1998年からはサラブレッド系のみで開催されている。2004年に別定重量戦へと変更。
2005年度に短距離路線の拡充を図るため1000mに距離変更、また開催時期を1月開催に移行したため2005年の施行はなかった。また、出走条件が4歳以上に変更された。2007年度（2008年）からは南関東重賞格付け表記がSIIIに変更された。
2023年度に開催時期が11月に移行し、出走条件も3歳以上に変更される。このため2023年は1月と11月の2度施行となった。
2008年までは上位2着までに東京シティ盃への優先出走権が与えられていた。11月以降に移行した2023年度の第68回から優勝馬にゴールドカップの優先出走権が付与されるようになっている。

### 条件・賞金等（2024年）
出走条件
サラブレッド系4歳以上、南関東所属。
- トライアル競走の柿生オープンの優勝馬、カムイユカラスプリントの2着以上の馬に本競走の優先出走権がある。

負担重量
別定。A1級格付け馬57kg、A2級格付け馬55kg、B1級以下格付け馬53kgで、牝馬2kg減（クラス分けに関しては日本の競馬の競走体系を参照）。
賞金等
賞金額は1着1,200万円、2着420万円、3着240万円、4着120万円、5着60万円。
「船橋競馬場はえぬき馬優勝奨励金」として、船橋でデビューしかつ他場への移籍歴のない馬が優勝した場合、同馬の馬主に180万円、調教師に24万円、調教師補佐・騎手・厩務員には12万円がそれぞれ贈られる。
優先出走権付与
優勝馬にゴールドカップの優先出走権が付与される。

## 歴代優勝馬（第50回以降）
| 回数   | 施行年月日     | 優勝馬             | 性齢 | 所属 | タイム | 優勝騎手   | 管理調教師 | 馬主                 |
| ------ | -------------- | ------------------ | ---- | ---- | ------ | ---------- | ---------- | -------------------- |
| 第50回 | 2006年1月11日  | コアレスタイム     | 牡8  | 船橋 | 59.8   | 的場文男   | 川村昭男   | 小林昌志             |
| 第51回 | 2007年1月10日  | プライドキム       | 牡5  | 船橋 | R58.1  | 内田博幸   | 川島正行   | 深見富朗             |
| 第52回 | 2008年1月9日   | ディープサマー     | 牡6  | 船橋 | 59.0   | 戸崎圭太   | 川島正行   | 深見敏男             |
| 第53回 | 2009年1月7日   | スパロービート     | 牡4  | 川崎 | 58.5   | 戸崎圭太   | 高月賢一   | 日下部勝徳           |
| 第54回 | 2010年1月13日  | スリーセブンスピン | 牡7  | 大井 | 59.2   | 真島大輔   | 高橋三郎   | （株）さくらオフィス |
| 第55回 | 2011年1月19日  | ジーエスライカー   | 牡4  | 大井 | 58.8   | 坂井英光   | 栗田裕光   | 佐藤由佳             |
| 第56回 | 2012年1月11日  | ナイキマドリード   | 牡6  | 船橋 | 1:00.6 | 川島正太郎 | 川島正行   | 小野誠治             |
| 第57回 | 2013年1月9日   | ナイキマドリード   | 牡7  | 船橋 | 59.0   | 川島正太郎 | 川島正行   | 小野誠治             |
| 第58回 | 2014年1月8日   | ナイキマドリード   | 牡8  | 船橋 | 59.5   | 川島正太郎 | 川島正行   | 小野誠治             |
| 第59回 | 2015年1月14日  | ナイキマドリード   | 牡9  | 船橋 | 59.0   | 川島正太郎 | 川島正一   | 小野誠治             |
| 第60回 | 2016年1月20日  | イセノラヴィソン   | 牝6  | 船橋 | 1:00.8 | 笹川翼     | 佐藤厚弘   | （株）ドン           |
| 第61回 | 2017年1月11日  | フラットライナーズ | 牡5  | 船橋 | 1:00.5 | 左海誠二   | 林正人     | （有）太盛           |
| 第62回 | 2018年1月17日  | アピア             | 騸7  | 大井 | 59.4   | 御神本訓史 | 藤田輝信   | 宮崎時子             |
| 第63回 | 2019年1月16日  | アピア             | 騸8  | 大井 | 1:00.6 | 御神本訓史 | 藤田輝信   | 宮崎時子             |
| 第64回 | 2020年1月8日   | キャンドルグラス   | 牡6  | 船橋 | 59.1   | 御神本訓史 | 川島正一   | 吉田照哉             |
| 第65回 | 2021年1月13日  | キャンドルグラス   | 牡7  | 船橋 | 59.4   | 御神本訓史 | 川島正一   | 吉田照哉             |
| 第66回 | 2022年1月13日  | キモンルビー       | 牝5  | 船橋 | 59.3   | 御神本訓史 | 川島正一   | 小林祥晃             |
| 第67回 | 2023年1月18日  | ティアラフォーカス | 牡4  | 大井 | 1:01.2 | 和田譲治   | 宗形竹見   | 藤本栄史             |
| 第68回 | 2023年11月30日 | キモンルビー       | 牝6  | 船橋 | 58.9   | 御神本訓史 | 川島正一   | 小林祥晃             |
| 第69回 | 2024年11月27日 | エンテレケイア     | 牡6  | 浦和 | 59.9   | 吉原寛人   | 小久保智   | 小田吉男             |

出典：南関東4競馬場公式「船橋記念競走優勝馬 」https://www.nankankeiba.com/win_uma/11.do
※Rは、コースレコードを示す